# Досън (окръг, Тексас)
Окръг Досън (на английски: Dawson County) е окръг в щата Тексас, Съединени американски щати. Площта му е 2336 km², а населението - 14 985 души (2000). Административен център е град Ламеса.